# 피쿼트족
피쿼트족(Pequot 또는 Mashantucket Pequot)은 미국 코네티컷주의 인디언 부족 중 하나이다.

## 개요
알곤킨 어족에 속하는 인디언 부족인 피쿼트족은 주로 미국 동부의 삼림 지대를 이동하며 생활하며, 위그왬이라는 껍질 오두막을 짓고 사냥 채집과 소규모 어업에 종사하며 살고 있었다.
17세기 초반 피쿼트족 부추장이었던 친영국파인 언카스(또는 다운카스, Uncas)가 피쿼트로부터 떨어져 나와 모히칸족을 형성했다. 피쿼트족 사싸쿠스(Sassacus) 추장은 피쿼트족과 모히칸족을 지배했지만, 점차 서로 적대 관계로 빠졌다. 피쿼트족은 니안틱에 침입하기 위해 남하를 했고, 그들의 영토를 코네티컷 강까지 확대하였다.
영국에서 건너 온 청교도 이주민은 피쿼트족이 사는 근처에 정착을 하고 플리머스 식민지를 구축했다. 처음에는 평화조약을 맺고, 물품 교환 등을 하며 평화롭게 공존했지만, 정착민들이 피쿼트족이 사는 지역에 점점 진출하면서 갈등이 생기게 되었다. 그리고 피쿼트족은 나라간셋트만과 코네티컷강으로 진출할 수 있음을 깨달아 이주민과 피쿼트족과의 관계는 더욱 악화되었다.
그리고 영국 정착민 중 한 명이 살해되었는데, 살인범은 피쿼트족의 사람이 아니라 영국 정착민이었다. 그러나 그들은 피쿼트족을 살인자로 몰아 일방적으로 고소했고, 피쿼트족의 분노가 정점에 달했다. 1636년에 이주민 측이 살인용의자를 인도할 것을 요구했지만, 피쿼트족은 그러한 요구에 따르지 않았다. 이듬해 1637년에 정착민들은 피쿼트족과 대립 관계에 있던 모히칸족과 나라간셋트족의 도움을 받아, 피쿼트 부락을 습격하여 많은 피쿼트족을 죽이고 마을을 불태웠다. 이것을 《피쿼트 전쟁》이라고 하며, 600명의 부족원 중 500명의 피쿼트족이 죽었다. 살아남은 피쿼트족의 사람들은 두 개의 무리로 나뉘어 달아났다. 롱아일랜드로 달아났던 부족 사람과 사싸쿠스 추장이 이끌던 부족원들이 헤어졌지만, 코네티컷의 페어 필드 근처에서 붙잡혀 살해되었거나 뉴잉글랜드로 와서 서인도 제도에 노예로 팔려 나갔다. 사싸쿠스 추장은 도망가다가 모호크족에게 사로 잡혀 죽었다. 그리고 피쿼트족의 땅은 모두 모히칸족에게 점령되었다.

## 같이 보기
- 피쿼트 전쟁
- 플리머스 식민지

## 현재
식민지 정부는 살아남은 소수의 피쿼트족의 부족민을 미스틱 강을 따라 강제 이주시켰지만, 피쿼트족의 인구는 증가하였고, 20세기 후반에는 약 200명 정도로 감소하였다. 백인 정부는 이를 멸족된 부족으로 여겼다. 1983년에 부족원이 다시 결합하여 피쿼트족의 연방 재인증을 줄기차게 요구하며, 멸족을 취소하고 그들의 존재를 다시 인증받았다. 1990년에 679명의 피쿼트족이 있으며 지금도 코네티컷 동남쪽 두 곳에 자리를 잡고 있다. 피쿼트족 계의 매샨터킷 피쿼트족(Mashantucket Pequot)이 1992년 코네티컷주의 레드 야드 시에 카지노 "폭스 우드 카지노"를 건설하고, 도박 산업을 시작하여, 약 10억 달러(1100억원)의 수익을 올리는 성공적인 운영을 거뒀다. 카지노 산업에서 얻은 수입은 부족원의 의료 및 교육과 박물관 등에 사용되고, 피쿼트 민족 박물관을 운영하고 있다.